# رشنوده
رشنوده، روستایی از توابع شهرستان رومشکان در استان لرستان ایران است.

## جمعیت
این روستا در دهستان رومشکان قرار دارد و براساس سرشماری مرکز آمار ایران در سال ۱۳۸۵، جمعیت آن ۱٬۶۳۸ نفر (۳۴۸خانوار) بوده‌است.